# Intelectualii norilor
The Cloud Minders este un episod din sezonul al III-lea al serialului original Star Trek. A avut premiera la 28 februarie 1969.

## Prezentare
Kirk se află într-o cursă contra cronometru, pentru a face rost de niște minerale ce acționează impotriva ciumei, de pe o planetă aflată în mijlocul unei revolte civile.